# Kleipijpenoven

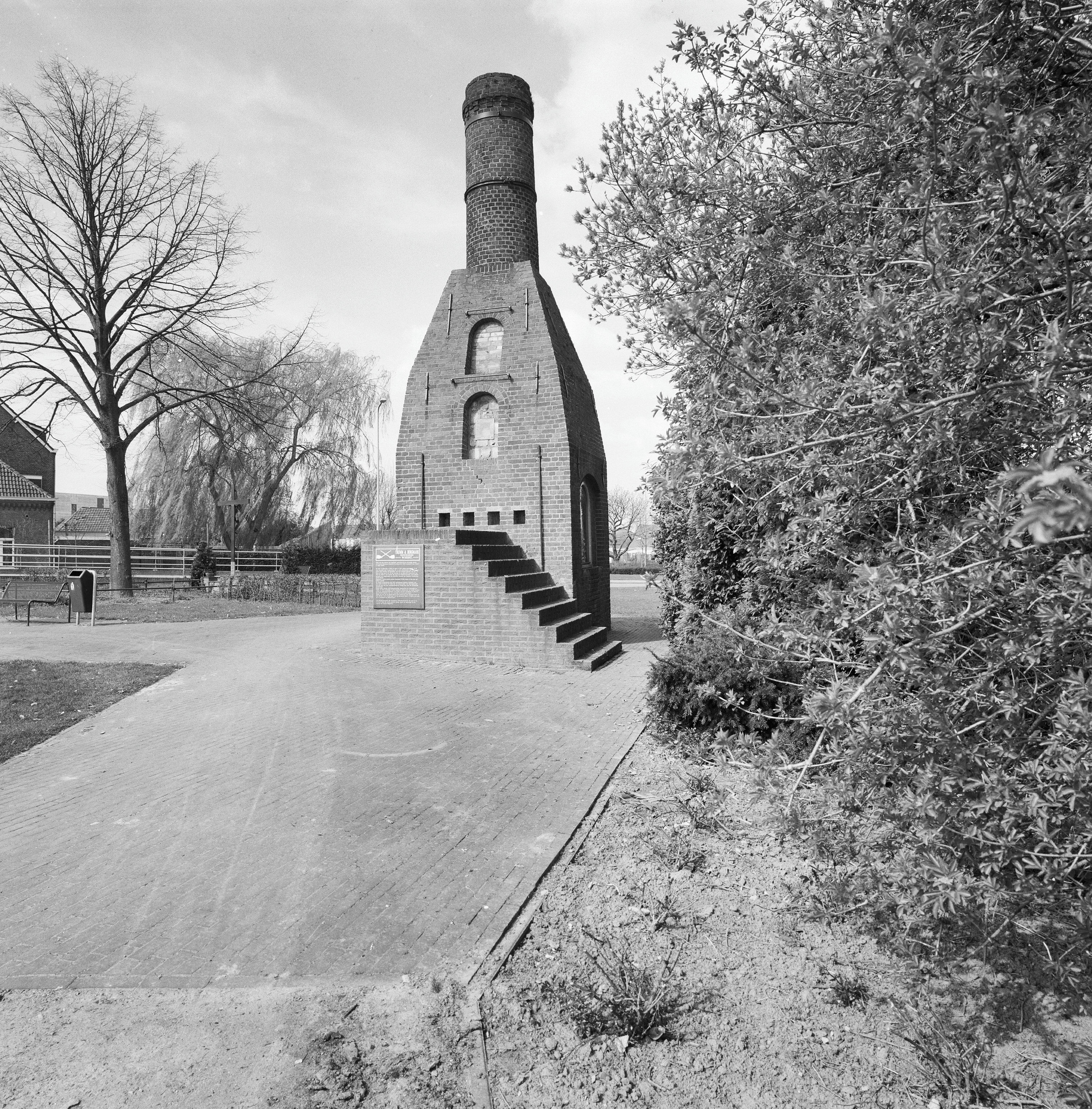
Kleipijpenoventje

De Kleipijpenoven is een monument in Weert, gelegen bij Noordkade 51-52.
Het betreft een oven die behoorde tot de pijpenfabriek Trumm-Bergmans, welke zich in 1855 in Weert vestigde. In deze in 1856 opgerichte oven werden de kleipijpen gebakken. In 1915 werd de oven gerenoveerd. In 1933 schakelde de fabriek over op houten bruyere-pijpen, en de oven werd toen gebruikt voor het verbranden van houtafval.
De uit baksteen en chamotte bestaande oven werd in 1989 ongeveer 50 meter verplaatst en bevindt zich nu nabij de Biesterbrug, aan de Zuid-Willemsvaart.
De oven is geklasseerd als Rijksmonument.